# Diaconicon
Diaconiconul (din greacă διακονικόν) este, în Biserica răsăriteană, o încăpere specială, zidită în partea de sud a altarului, existentă la vechile biserici, unde, alături de preoți, slujeau și câțiva diaconi. În această încăpere se păstrează Sfinte Vase, icoane, vestminte etc.